# 望月綾子
望月 綾子（もちづき あやこ、1967年 - ）は、日本の実業家。アイ・ビー・エス・ジャパン株式会社代表取締役社長。

## 人物・経歴
1967年生まれ。立教大学を卒業後、アメリカへ旅に出る。その後、オクラホマ州立大学大学院で学び、同大学院を卒業して修士号を取得後、アメリカの半導体装置メーカに入社。
1997年、父からの命でアメリカコロラド州ボルダー市にIBS Japanのグループ会社であるIBS Inc.を立ち上げ、海外調達を開始。
2014年、アイ・ビー・エス・ジャパン株式会社代表取締役社長に就任。
現在もコロラド州ボルダー市と日本を年に数回往復しながら両社の経営を進めている。